# Ernesto Ekaizer
Ernesto Ekaizer Wolochwianski (Buenos Aires, 1949), més conegut com a Ernesto Ekaizer, és un periodista i escriptor argentí establert a Madrid des del 1977 o els anys 1980 que treballa al Diari Ara i a El País i és col·laborador assidu a ràdio i televisió. Com indica la Universitat de València, actualment, col·labora amb la Cadena Ser, RAC1 i el Diari Ara com a analista de la realitat política i expert en tribunals.

## Trajectòria professional
Nascut a Buenos Aires, en el si d'una família emigrant d'origen jueu asquenazita per línia paterna, quan ell tenia 8 mesos van emigrar a Israel. Posteriorment va retornar a Argentina, on va estudiar economia. Va començar a treballar en la revista Panorama i el diari La Opinión (entre altres publicacions argentines), però se sentia amenaçat per la Triple A i es traslladà a Espanya, on fou redactor en cap del diari barceloní La Vanguardia a Madrid, columnista de la revista Cambio 16, subdirector de la revista El Globo i director del diari econòmic Cinco Días. En aquest període es va especialitzar en periodisme econòmic, però a partir dels casos De la Rosa i Mario Conde es va anar especialitzant progressivament en tribunals.
En 1998 va ser contractat pel diari espanyol El País com enviat especial per cobrir els esdeveniments relacionats amb el cas Pinochet. Ekaizer va narrar els episodis judicials de l'exmandatari xilè a Londres, i va seguir l'evolució política i diplomàtica del cas, que es va desenvolupar en Madrid, Santiago de Xile, Londres, Nova York i Washington. Aquest seguiment del cas li va permetre realitzar el guió del documental Augusto Pinochet, prisionero de la ley, per al canal Telecinco, col·laborant també en la seva direcció; com a conseller tècnic col·laborà amb Patricio Guzmán en la realització de la pel·lícula El caso Pinochet. Ekaizer va obtenir el premi Ortega y Gasset de periodisme en maig de 2000 pels seus treballs sobre el cas Pinochet. Tres anys després publicà el llibre Yo, Augusto sobre el dictador xilè.
Des d'El País, Ekaizer va qüestionar el tractament donat als atemptats de l'11-M a Madrid per altres mitjans de comunicació, amb dures crítiques a Pedro J. Ramírez, director del diari El Mundo i a Federico Jiménez Losantos, director del programa La mañana de la cadena de ràdio COPE i vicepresident de Libertad Digital.
També va publicar les actes de la reunió en un ranxo de Crawford del llavors president espanyol José María Aznar amb el president dels Estats Units George W. Bush tres setmanes abans de l'atac nord-americà a l'Iraq, en les quals el president espanyol sol·licitava al seu homòleg nord-americà arguments per contenir la pressió de l'opinió pública espanyola.
En 2008, després d'aconseguir el lloc d'adjunt al director de El País, Ekaizer va abandonar el diari per incorporar-se l'1 de febrer al nou diari Público, fundat en 2007. Va assumir el lloc d'editor executiu, coordinant també el consell assessor a la direcció en la seva línia editorial i escrivint com a analista i columnista. Hi va estar vuit mesos, però se'n va anar per desavinences amb l'equip directiu.
Des de principis de la dècada de 2000 participa assíduament en tertúlies periodístiques sobre actualitat política per a televisió i ràdio, en programes com La mirada crítica, Ruedo ibérico, Al rojo vivo, Las mañanas de Cuatro, Madrid opina, Versió RAC 1 i Espejo público. Actualment escriu articles per a El País i el Diari Ara.

## Obres
Els seus llibres d'assaig (anàlisis polític, periodisme d'investigació) publicats son:
- José María Ruiz Mateos, el último magnate (Plaza & Janés, Esplugues de Llobregat, 1985), ISBN 8401332915 i ISBN 9788401332913[11][5][4]
- Banqueros de rapiña. Crónica secreta de Mario Conde (Plaza & Janés, Esplugues de Llobregat, 1994), ISBN 8401375134 i ISBN 9788401375132[12]
- Vendetta, volum 3 de la col·lecció Tal cual. Crónica viva de nuestro tiempo (Plaza & Janés, Esplugues de Llobregat, 1996), ISBN 8401390532 i ISBN 9788401390531[13][14]
- El farol. La primera condena de Mario Conde (Temas de Hoy, Barcelona, 1997), ISBN 8478808531 i ISBN 9788478808533[15][4]
- Yo, Augusto (El País / Aguilar, 2003), ISBN 978-84-03-09214-3[5][16]
- Guerra y castigo (Aguilar, Madrid, 2004), ISBN 8403095155 i ISBN 9788403095151[17]
- Indecentes. Crónica de un atraco perfecto (¿Por qué a la estafa la llaman crisis?) (Espasa-Calpe, Madrid, 2012), ISBN 9788467007442[18][19]
- Sed de poder. La verdadera historia de Mario Conde (Espasa-Calpe, Madrid, 2012), ISBN 978-84-670-1369-6[5][20]
- El caso Bárcenas (Espasa-Calpe, Madrid, 2013), ISBN 978-84-670-3443-1[21][5][22]
- Queríamos tanto a Luis, assaig, en castellà (Temas de Hoy, Barcelona, 2015), ISBN 978-84-9998-492-6[23][24][5]
- El libro negro: la crisis de Bankia y las cajas. Cómo falló el Banco de España a los ciudadanos, assaig, en castellà (Espasa-Calpe, Madrid, 2018), ISBN 9788467053319[25][26][5]
- La novel·la de la rebel·lió. Cròniques del judici, recull de les cròniques d'anàlisi jurídica que l'autor va publicar al diari Ara, en català (Edició de premsa periòdica Ara, Barcelona, 2019), ISBN 9772014010009 Error en ISBN: prefix no vàlid[27][28]
- Cataluña año cero. El proceso, el juicio y la sentencia (Espasa-Calpe, Madrid, 2019), ISBN 9788467055474[29][30][5]
- Cap de turc, llibre d'assaig, en català (Editorial Comanegra i L'Ara, Barcelona, 2020), ISBN 9788418022517[31][32][33]
- El crispavirus. Crónica de la conspiración, (Espasa-Calpe, Madrid, 2020), ISBN 978-84-670-6038-6[31][34]